# Wang Mingxing
Wang Mingxing (chiń. 王明星; pinyin Wáng Míngxīng; ur. 5 września 1961) – chińska piłkarka ręczna, medalistka olimpijska.
Dwukrotna olimpijka (IO 1984, IO 1988). W Los Angeles reprezentacja Chin zdobyła brązowy medal. Wang wystąpiła we wszystkich pięciu spotkaniach tego turnieju (w tym przeciwko Stanom Zjednoczonym, RFN, Korei Południowej, Austrii i Jugosławii), strzelając 20 bramek. Cztery lata później w Seulu zajęła wraz z drużyną szóste miejsce, strzelając łącznie trzy gole w pięciu spotkaniach.
Wzięła udział w mistrzostwach świata w 1986 roku, podczas których Chiny zajęły dziewiąte miejsce. Wang strzeliła 16 bramek w tym turnieju.
Po zakończeniu kariery została trenerką. Prowadziła młodzieżową reprezentację Singapuru podczas Letnich Igrzysk Olimpijskich Młodzieży 2010 (Singapurczycy zajęli piąte miejsce).